# Мали Стон
Мали Стон је насељено место у саставу општине Стон, Дубровачко-неретванска жупанија, Република Хрватска.

## Име
Насеље је добило име по најближем месту са којим граничи, Стону.

## Географски положај
Мали Стон лежи у малој, разуђеној ували Малостонског залива, 2 км североисточно од Стона, на Стонској превлаци која спаја полуострво Пељешац са копном. Налази се уз пељешки пут, на падинама брда Бартоломије.

## Историја
До територијалне реорганизације у Хрватској налазио се у саставу старе општине Дубровник.
Мали Стон су у 14. веку основали Дубровчани, који су саградили зидине правоугаоног облика око насеља са копнене и са морске стране. На јужној страни у 14. веку започета је градња тврђаве са пет кула назване Коруна. Од тврђаве се протеже Велики зид са краком до тврђаве Подзвизд саграђен у одбрамбене сврхе такође у 14. веку. Зид је био дуг 5,5 км и ојачан је са 40 кула и 7 стражарница. Градња зидина је завршена 1359. године.
Малостонска лука је грађена у 15. веку по угледу на дубровачку стару градску луку, па је "валобран" саграђен у мору испред луке, исто као и у дубровачкој старој градској луци.
Становници Малог Стона се баве туризмом, риболовом, угоститељством и узгојем надалеко познатих шкољки острига (каменица) и дагњи у Малостонском заливу и заливу Бистрина.

## Становништво
На попису становништва 2011. године, Мали Стон је имао 139 становника.
| Број становника по пописима | Број становника по пописима | Број становника по пописима | Број становника по пописима | Број становника по пописима | Број становника по пописима | Број становника по пописима | Број становника по пописима | Број становника по пописима | Број становника по пописима | Број становника по пописима | Број становника по пописима | Број становника по пописима | Број становника по пописима | Број становника по пописима | Број становника по пописима |
| --------------------------- | --------------------------- | --------------------------- | --------------------------- | --------------------------- | --------------------------- | --------------------------- | --------------------------- | --------------------------- | --------------------------- | --------------------------- | --------------------------- | --------------------------- | --------------------------- | --------------------------- | --------------------------- |
| 1857                        | 1869                        | 1880                        | 1890                        | 1900                        | 1910                        | 1921                        | 1931                        | 1948                        | 1953                        | 1961                        | 1971                        | 1981                        | 1991                        | 2001                        | 2011                        |
| 220                         | 0                           | 228                         | 254                         | 261                         | 251                         | 225                         | 238                         | 225                         | 231                         | 202                         | 169                         | 152                         | 152                         | 165                         | 139                         |

Напомена: У 1869. подаци су садржани у насељу Стон.

### Попис1991.
На попису становништва 1991. године, насељено место Мали Стон је имало 152 становника, следећег националног састава:
| Попис 1991.‍ | Попис 1991.‍ | Попис 1991.‍ | Попис 1991.‍ | Попис 1991.‍ |
| ----------- | ----------- | ----------- | ----------- | ----------- |
|             |             |             |             |             |
| Хрвати      | Хрвати      |             | 151         | 99,34%      |
| Срби        | Срби        |             | 1           | 0,65%       |
| укупно: 152 |             |             |             |             |